# Hellsaw
Hellsaw – austriacka grupa muzyczna wykonująca black metal. Działała w latach 2002–2012 oraz 2013–2015.

## Historia
Grupę założyli w 2002 r. w leżącym w Styrii mieście Bruck an der Mur muzycy o pseudonimach Aries (śpiew, gitara, gitara basowa) oraz Svart (perkusja). Już rok później zadebiutowali wydaną w liczbie 500 kopii kasetą demo Sins Of Might, w 2005 r. zaś nakładem Black Attakk na rynek trafił nagrany w tym samym składzie album długogrający Spiritual Twilight. Zaprezentowany na nim styl muzyczny porównywalny z dokonaniami norweskich Darkthrone czy Gorgoroth formacja kontynuowała także i na kolejnych albumach. Na wydanym w 2007 r. nakładem Folter Records drugim krążku Phantasm zagrał w roli basisty sesyjnego Infernos, w pierwszych miesiącach tego samego roku zespół wziął także udział w europejskiej trasie koncertowej u boku Inquisition. W następnym roku podpisał kontrakt z Napalm Records i nakładem tejże wytwórni ukazał się trzeci album zatytułowany Cold, na którym zadebiutowali jako stali muzycy gitarzyści Isiul i Malthus oraz basista Desderoth. W 2009 r. szeregi zespołu opuścił Svart, którego miejsce zajął Neuroticon, debiutujący na czwartym krążku wydanym w 2012 r. i ujętym tytułem Trist. Po jego wydaniu grupa ogłosiła przerwę w działalności wznawiając ją w 2013 r. Jako że w międzyczasie ze składu odszedł Neuroticon, perkusistą grupy został Tenebris. W lutym 2015 r. formacja została rozwiązana.

## Dyskografia
- 2003: Sins of Might (demo)
- 2005: Spiritual Twilight
- 2007: Phantasm
- 2009: Cold
- 2012: Trist